# Ross Lynch

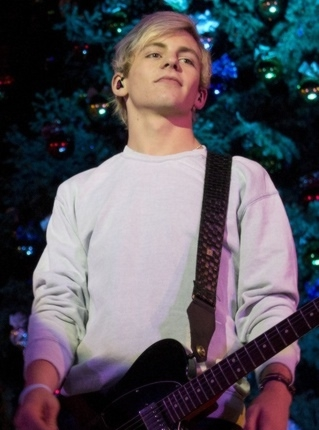

Ross Shor Lynch (* 29. prosince 1995 Littleton, Colorado) je americký herec, zpěvák, instrumentalista a tanečník. Nejvíce se proslavil rolí Austina Moona v seriálu televize Disney Channel Austin a Ally a účinkováním v rodinné kapele R5, kde hraje spolu se svými bratry Rikerem a Rockym Lynchovými, sestrou Rydel Lynchovou a rodinným přítelem Ellingtonem Ratliffem. Ross Lynch účinkoval také v seriálu Sabrinina děsivá dobrodružství uvedeném na platformě Netflix. Aktuálně se nejvíce věnuje kapele The Driver Era, kde účinkuje se svým bratrem Rockym.

## Dětství
Ross Lynch se narodil a vyrůstal u Littletonu v Coloradu. Je druhý nejmladší z 5 sourozenců (Riker, Rydel, Rocky a nejmladší Ryland). Od čtvrté třídy studoval doma. Učil se hře na kytaru, klavír a zpěvu. Je také bratrancem Dereka a Julianne Houghových. Ross se se svou rodinou přestěhoval roku 2007 do Los Angeles v Kalifornii.

## Herecká kariéra
Začínal jako tanečník ve skupině Rage Boyz Crew, která byla založena tanečním studiem v Jižní Kalifornii. Objevil se v show Umíte tančit? a Moises Rules!. V roce 2009 se objevil ve videoklipu Kidz Bopa k písničce Let It Rock a ve videoklipu Cymphonique Lil' Miss Swager.
Na začátku roku 2011 byl obsazen do seriálu stanice Disney Channel Austin a Ally, kde hraje hlavní mužskou roli Austina Moona, dospívajícího zpěváka, který se přes noc stane internetovou senzací po tom, co dal na internet video k písni „Double Take“. Pilotní díl byl brzo převeden do seriálu. Seriál měl premiéru v prosinci 2011, v březnu 2012 získal druhou sérii a na jaře roku 2013 třetí sérii.
Na začátku roku 2012 začal Ross pracovat na původním televizním filmu Disney Channel Film mých snů. Hraje roli Bradyho, mužskou hlavní roli ve filmu, který režíruje Jeffrey Hornaday. Film byl uveden v USA 19. července 2013, v České republice 14. září 2013. Na rok 2015 mělo premiéru pokračování Film mých snů 2.
V roce 2018 si zahrál ve filmu Status Update. V červenci 2018 byl obsazen do role Jeffreyho Dahmera ve filmu My Friend Dahmer. Ve stejném roce byla také obsazen do role Harveyho Kinkleho v seriálu Sabrinina děsivá dobrodružství.

## Hudební kariéra
Ross umí hrát na klavír, bicí, kytaru, basu, ukulele, mandolínu a na housle. Tancoval pro Rage Boyz Crew, skupinu, která byla založena taneční společnosti v jižní Kalifornii. Byl také v show Umíte tančit? a Moises Rules!.
Ross Lynch hraje na rytmickou kytaru a je jeden z hlavních zpěváků v kapele R5, která se skládá z jeho tří starších sourozenců a jejich kamaráda, Ellingtona Ratliffa.
V roce 2010, R5 vydali EP s názvem Ready Set Rock, které se skládá z písní napsaných především Rikerem, Rockym, Rydel a Ellingtonem. V dubnu 2012, R5 oznámili prostřednictvím jejich webové stránky, že podepsali nahrávací smlouvu s Hollywood Records a plánují udělat club-tour v květnu. Jejich debutové album nazvané Louder bylo vydáno 24. září 2013 a písničky Pass Me By a Loud byly hlavními singly.
Ross také nahrál písně pro soundtrackové album seriálu Austin a Ally. Tento soundtrack obsahuje písně Can't Do It Without You (úvodní píseň seriálu), Double Take, Break Down the Walls, A Billion Hits, Not a Love Song, It's Me, It's You, Better Together, Heard It On the Radio a další. Píseň A Billion Hits byla vydána v digitální verzi 21. února 2012. Na koncertech R5 zpívají a hrají i písně ze seriálu Austin a Ally.

## Filmografie

### Televizní seriály
| Rok       | Název                          | Role            | Poznámka                                                             |
| --------- | ------------------------------ | --------------- | -------------------------------------------------------------------- |
| 2009      | Moises Rules!                  | Ross „The Boss“ | hostující herec v 1. dílu 1. řady „Mad B-Ball shootout“              |
| 2011–2016 | Austin a Ally                  | Austin Moon     | hlavní role; seriál Disney Channel                                   |
| 2012      | Jessie                         | Austin Moon     | v 6. dílu 2. řady „Austin & Jessie & Ally All Star New Year“         |
| 2013      | Dokonalý Spider-Man            | Jack Russell    | hostující herec v 21. dílu 2. řady „Blade and the Howling Commanods“ |
| 2015      | Violetta                       | Ross Lynch      | v 70. dílu 3.řady „Un explicación, una canción“                      |
| 2015      | Riley ve velkém světě          | Austin Moon     | díl: „Girl Meets World of Terror 2“                                  |
| 2018–2020 | Sabrinina děsivá dobrodružství | Harvey Kinkle   | hlavní role                                                          |

### Filmy
| Rok  | Název                 | Role                     | Poznámka                                   |
| ---- | --------------------- | ------------------------ | ------------------------------------------ |
| 2010 | Grapple!              | Aaron                    | krátký film                                |
| 2011 | A Day as Holly's Kids | Hollyino skutečné dítě 1 | krátký film                                |
| 2013 | Film mých snů         | Brady                    | televizní film Disney Channel              |
| 2014 | A zase ti Mupeti!     | Teenager                 | cameo                                      |
| 2015 | Film mých snů 2       | Brady                    | televizní film Disney Channel              |
| 2017 | My Friend Dahmer      | Jeffrey Dahmer           | Drama, Horor, Krimi, Thriller, Životopisný |
| 2018 | Status Update         | Kyle                     | komedie                                    |